# Určitě, možná
Určitě, možná, alternativně Jednou ano, třikrát možná, (orig. Definitely, Maybe) je americko-britsko-francouzsko-německy romantická komedie z roku 2008 v hlavních rolích s Ryanem Reynoldsem, Islou Fisherovou, Rachel Weiszovou, Elizabeth Banksovou a Abigail Breslinovou.

## Příběh
Will Hayes se právě rozvádí s manželkou Sarah a střídá se s ní v péči o desetiletou dceru Mayu. Po první školní hodině sexuální výchovy se Maya táty zeptá, jak se seznámil s mámou a jak se vzali. Will jí začne příběh vyprávět, ale změní jména svých dřívějších přítelkyň a i některá fakta, Maya má potom uhodnout, která z žen je její máma.
Příběh začíná v roce 1992, kdy se Will, který chce být v budoucnu politikem, stěhuje z Wisconsinu od své vysokoškolské lásky Emily do New Yorku, aby spolupracoval na prezidentské volební kampani Billa Clintona. Emily mu dá deník, který má předat její kamarádce nadějné novinářce Summer Hartleyové. Will také potká April, která stejně jako on pracuje na Clintonově kampani. Will pak jde předat deník Summer a potká u ní také jejího spolubydlícího, příležitostného milence, vysokoškolského profesora a slavného spisovatele Hamptona Rotha. Když odchází, Summer ho políbí, což ho šokuje a zmate.
Will a April se náhodou potkají a Will jí řekne, že se chystá požádat Emily o ruku, pak jdou k April domů, kde má mnoho kopií Jany Eyreové. To proto, že její otec jí dal krátce před svou smrtí tuto knihu s věnováním a ta se později při stěhování ztratila. April se kvůli tomu pokaždé, když jde okolo antikvariátu, podívá, zda ji nemají. Oba si pak povídají až se políbí a Will rychle odejde.
Do New Yorku přijede Emily a Will ji v Central Parku požádá o ruku, ale ta ho odmítne a řekne mu, že se vyspala s Willovým wisconsinským spolubydlícím. Will je smutný a má zlomené srdce. Čas plyne, Bill Clinton se stane prezidentem a Will s přítelem Russellem si založí vlastní konzultační firmu. Jejich největším klientem je Arthur Robredo, demokratický kandidát na newyorského guvernéra. April cestuje okolo světa, po čemž dlouho toužila, a pravidelně si s Willem píše. April se potom vrátí do New Yorku, protože zjistí, že miluje Willa, ale ten zrovna v té době kupuje zásnubní prsten pro Summer. Will se ale se Summer rozejde, protože napsala článek kompromitující Robreda. Důsledkem je, že Robredo prohraje volby, čímž přijde Will o zakázku.
Po skandálu Billa Clintona a Moniky Lewinské Will přemýšlí, zda si vybral dobrou práci a začne pít poté, co zjistí, že April má jiného přítele. Will se pak s April pohádá. Nějaký čas poté narazí Will v antikvariátu na kopii Jane Eyrové, kterou kdysi daroval April otec. Jde za ní, aby jí ji předal, ale odejde poté, co zjistí, že April bydlí s přítelem Kevinem. Will potom narazí na těhotnou Summer a ta ho pozve na party.
Maya je rozrušená možností, že je Summer její matka a Will není její biologický otec. Summeřinu party ale navštívila také Emily, která nyní žije v New Yorku. Will a Emily spolu začnou chodit a vyjde najevo, že Emily je Willova manželka a Mayina máma. Will řekne, že i přes rozvod má příběh šťastný konec a tím je Maya.
Will přijde zpět domů, kde podepíše rozvodové papíry a narazí na Aprilinu Jane Eyrovou. Will jde za ní a dá ji knihu, ale April se rozčílí, když zjistí, že ji Will měl už několik let. Maya si uvědomí, že táta stále April miluje, protože April jako jediná vystupovala v příběhu pod svým vlastním jménem. Maya dodá Willovi odvahu a společně jdou April navštívit. April je nejdříve nechce pustit dovnitř, ale nakonec vyběhne ven. Will jí řekne, že si knihu nechával, protože to byla jediná věc, která mu po ní zbyla. Všichni pak vejdou do Aprilina domu a April Willa obejme a políbí.

## Obsazení
| Ryan Reynolds      | William Mathew 'Will' Hayes              |
| Isla Fisherová     | April Hoffmanová                         |
| Abigail Breslinová | Maya Hayesová                            |
| Elizabeth Banksová | Sarah Hayesová neboli Emily Jonesová     |
| Rachel Weiszová    | Natasha Roseová neboli Summer Hartleyová |
| Kevin Kline        | profesor Hampton Roth                    |
| Derek Luke         | Russell T. McCormack                     |
| Adam Ferrara       | Gareth                                   |
| Annie Parisseová   | Anne                                     |
| Liane Balaban      | Kelly                                    |
| Nestor Serrano     | Arthur Robredo                           |